# مرد موسیقی (فیلم ۱۹۶۲)
«مرد موسیقی» (انگلیسی: The Music Man) فیلمی در ژانر موزیکال و کمدی رمانتیک به کارگردانی مورتون داکوستا است که در سال ۱۹۶۲ منتشر شد.
این فیلم برنده جوایزی همچون جایزه اسکار بهترین موسیقی فیلم توسط و جایزه گلدن گلوب بهترین فیلم موزیکال یا کمدی در سال ۱۹۶۲ شده است

## بازیگران
- رابرت پرستون
- شرلی جونز
- بودی هکت
- هرمایونی جینگولد
- پال فورد
- ران هاوارد
- چارلز لین
- ماری ویکس
- هنک وردن